# Gerónimo Murciano
Jerónimo o Gerónimo Murciano (Teruel, siglo XVII - Albarracín, ¿1681?) fue un compositor y maestro de capilla español.

## Vida
Gerónimo Murciano nació en Teruel, en fecha desconocida. Tampoco se conoce su formación musical, aunque se puede especular que fuese en la Catedral local. Las primeras noticias que se tienen de él son como cantor en la Catedral de Albarracín hasta 1649.
Ese mismo año de 1649 fue muy malo en Teruel: el hambre, la falta de agua, la peste y la guerra generan dificultades en la Catedral. Fue el año de la llegada de Murciano a la Catedral de Teruel como racionero.

Las obligaciones que se pusieron a Mosén Gerónimo Murciano cando se le perpetuó la ración. Se resolvió admitir por capiscol [...] y se hizo acto de ello: diósele de tiempo para volver hasta octubre y se le puso de pena si no volvía a cumplir lo prometido 1000 reales sus obligaciones que se obligó son de succentor, de enseñar a los infantillos, de ejercicio en la iglesia lo que se le ordenare y de ejercer el oficio de Maestro de Capilla cuando no lo hubiere, o en ausencia del que estuviere. Hizo el acto Escobedo.
Actas capitulares de la Catedral de Teruel, 16 de agosto de 1649

Es decir, Murciano no fue maestro de capilla de la Catedral de Teruel, como afirman algunas fuentes, sino que se encargó de la educación de los infantes y ejerció de sustituto del maestro de capilla, que era Cristóbal Galán en ese momento. Murciano no permaneció mucho tiempo en Teruel, puesto que el 6 de octubre de 1649 solicitaba licencia para regresar a Albarracín: al parecer el cabildo no estaba contento con el compositor.

También pidió licencia mosén Gerónimo Murciano y se le dio libremente y con mucho gusto por no ser al propósito.
Actas capitulares de la Catedral de Teruel, 6 de octubre de 1649

Regresó a Albarracín como tenor, aunque en 1668 se le nombró maestro de capilla interino tras la partida de Roque Monserrate del magisterio para dirigirse a Orihuela. Solo ejerció el cargo hasta la llegada de Teodoro Ortells poco después, en 1669.
Fallecería en Albarracín antes de 1681, siendo Magister Cantus. El Cabildo ordenó celebrar durante años el aniversario del fallecimiento de Murciano «en agradecimiento de la mucha música que dejó a la iglesia»:

Se resolvio que le encargue la fabrica un aniversario perpetuo en el privilegiado a mosen Jeronimo Murciano, Magister canto que fue de esta santa iglesia, por los papeles y libros de música que dejo en su testamento se diesen a la iglesia, y que de esta musica se haga inventario y se le de la llabe al señor chantre coajutor Novella.
Actas capitulares de la Catedral de Albarracín, Tomo 4 (1658-1693)

## Obra
Se ignora si las obras dejadas por Murciano al cabildo turolense eran composiciones propias o de otros autores, ya que una sola lleva su firma. Se trata de un Lauda Jerusalem a seis voces, policoral y de buena factura.
En el inventario realizado en 1681 aparecen varios libros atribuidos a Murciano, aunque, de nuevo, sin especificar si es el autor o el donante:

Inventario de los libros assi de Canto Llano, como de Canto de organo, y diferentes Musicas que ay en la Iglesia Cathedral de Albarrasin año 1681.
[2r] Memoria de todos los libros assi de canto llano, como de canto de organo que
se hallaron despues de la muerte de Mosen Geronymo Murciano Magister Cantus, en la, Iglesia assi suyos, como de la misma Iglesia, que los dexó para ella, con obligacion de un aniversario privilegiado en cada un año, y la dicha, Iglesia los tomo por suyos y se obligo a hazer celebrar dicho Aiversario en Albarrasin a 18 de junio de 1681.
[...]
[4/42] Ittem otra a 5 en quadernos de Murciano.
[...]
[4/45] Ittem 8 quadernos con su entablatura Dixit Dominus de Murciano.
[...]
[4/49] Ittem otro Dixit Dominus, y Letatus de Murciano a 7.
[...]
[4/51] Ittem otro Dixit Dominus a 7 de Murciano.
[...]
[4/60] Ittem otro a 6 de Murciano.
[...]